# Stolze Peak
Der Stolze Peak ist ein 1585 m hoher Berg an der Danco-Küste des Grahamlands im Norden der Antarktischen Halbinsel. Auf der Arctowski-Halbinsel ragt er nahe dem Kopfende der Beaupré Cove auf.
Der Falkland Islands Dependencies Survey kartierte ihn anhand von Luftaufnahmen der Hunting Aerosurveys Ltd. aus den Jahren von 1956 bis 1957. Das UK Antarctic Place-Names Committee benannte ihn 1960 nach dem deutschen Erfinder Franz Stolze (1836–1910), der 1893 das Prinzip der sogenannten „wandernden Raummarke“ in der Stereofotogrammetrie entwickelt hatte.